# Gnadental (Neuss)

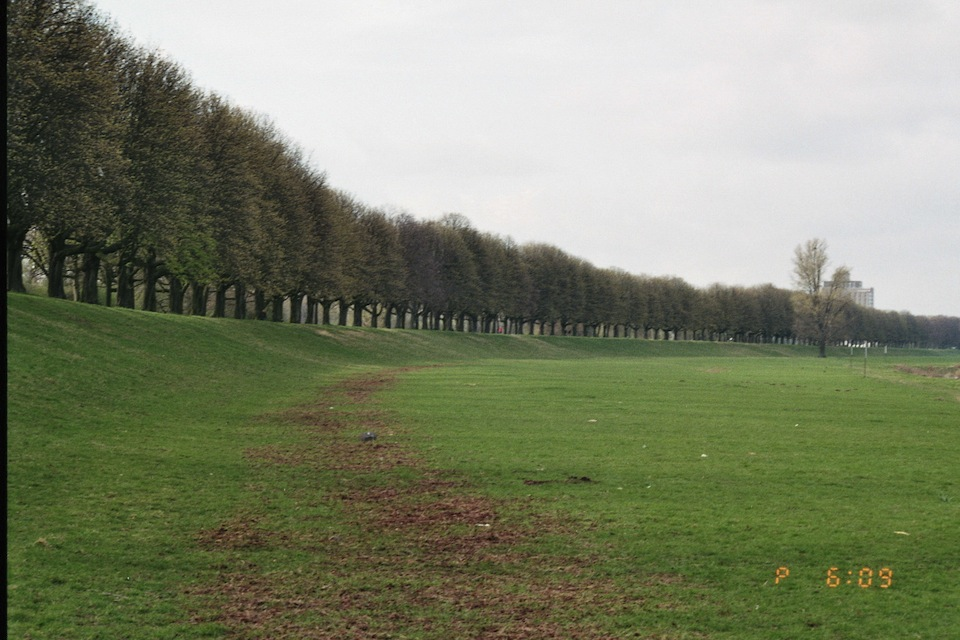
Rheinwiesen in Gnadental

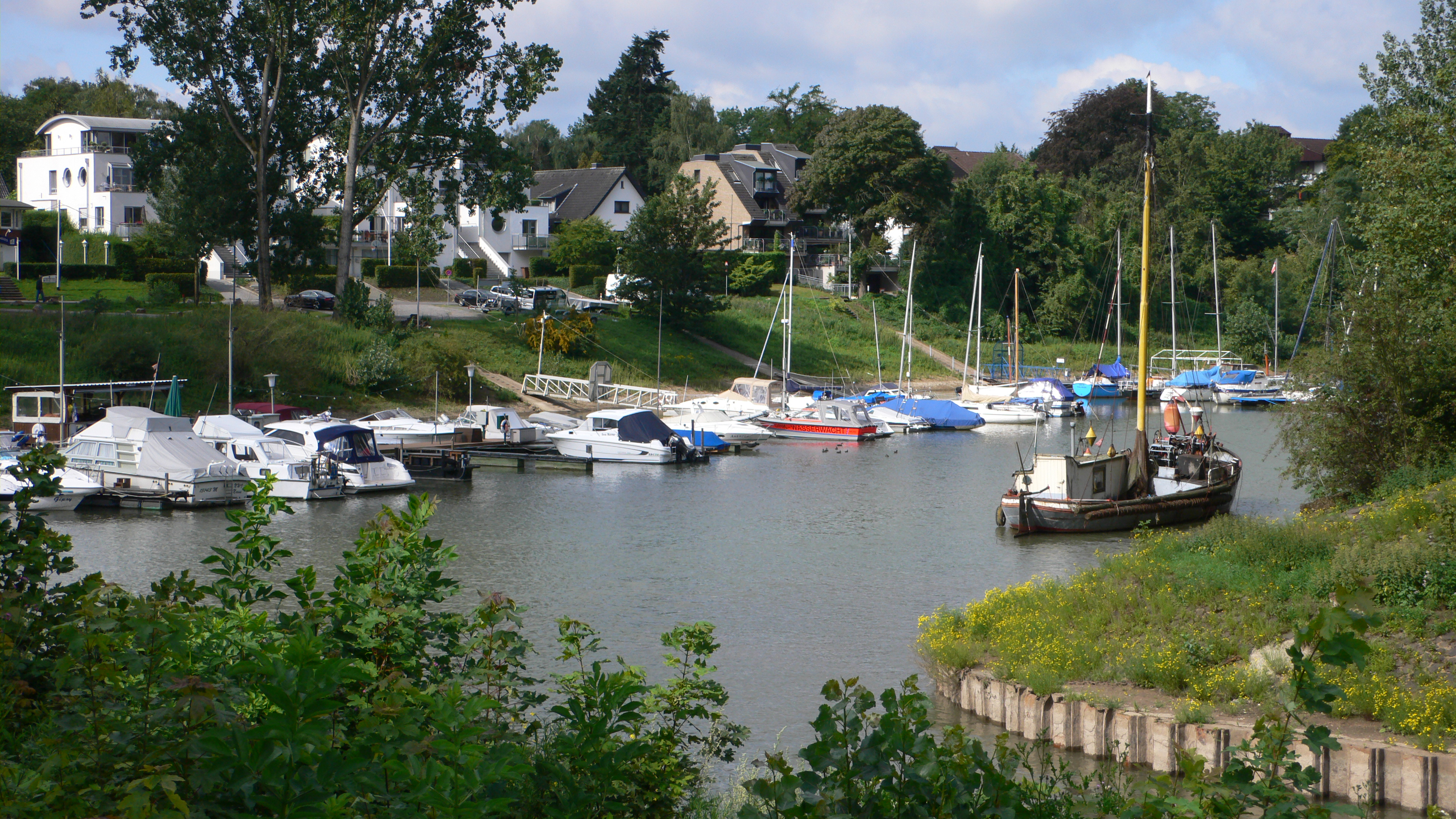
Sporthafen

Gnadental ist ein Stadtteil der Kreisstadt Neuss. Mit 2,20 Quadratkilometern Fläche und 5423 Einwohnern (Stand: 31. Dezember 2021) gehört Gnadental zu den mittelgroßen Stadtteilen. Obwohl in weiten Teilen erst nach dem Zweiten Weltkrieg bebaut, blickt der Stadtteil auf eine lange Geschichte zurück.

## Geschichte
Um 16 v. Chr. errichteten die Römer an der Heerstraße zwischen Köln und Xanten das ausgedehnte Legionslager Novaesium der VI. Legion, welches bis zur Mitte des 4. Jahrhunderts besetzt war. Außerdem existierte eine Kybele-Kultstätte, die 1956 ausgegraben wurde. Die erste nachrömische Siedlung und ein zugehöriges Gräberfeld liegen etwa 750 Meter südwestlich des Römerlagers.
Um 1250 wurde im Vallis Gratiae (Tal der Gnaden) ein Zisterzienserinnenkloster errichtet.
Hauptartikel Kloster Gnadental (Neuss)
Die über 550-jährige Geschichte endete 1802 mit der napoleonischen Säkularisation. Aus dem Kloster wurde das Gut Gnadental. 1945 wurde das Anwesen durch amerikanische Luftangriffe zu 70 % zerstört. Die Gebäudereste wurden ab 1996 restauriert und dienen heute als Tagungsstätte der Firma Zülow.
Von 1925 bis 1971 fuhr im Osten von Gnadental die Linie 1 der Neusser Straßenbahn.

## Religion
In Gnadental befindet sich die Pfarrkirche St. Konrad. Die Konsekration erfolgte am 20. April 1958. Das Gotteshaus der evangelischen Gemeinde ist die Kreuzkirche.

## Wirtschaft und Kultur
Das heutige Gnadental ist wirtschaftlich eher unbedeutend, aber ein beliebter Wohnstandort, sowohl wegen der guten Verkehrsanbindung als auch wegen des hohen Freizeitwertes. Der Sporthafen Grimlinghausen gehört trotz seines Namens nicht zum Stadtteil Grimlinghausen, sondern zu Gnadental. Das Gebiet um den Sporthafen zählt zusammen mit dem Stadionviertel zu den teuersten Wohnlagen in Neuss.

### Vereine
Der Stadtteil wird durch ein reiches Vereinsleben geprägt, welches das gesellschaftliche Leben des „grünen Stadtteils Neuss'“ bestimmt. Zu den Vereinen gehören unter anderem der Fußballverein DJK Gnadental sowie der Bürger- und Heimatvereins Neuss-Gnadental e. V. Zudem kann man auf einem Kunstrasen und Naturrasenplatz Fußball spielen sowie auf sechs Sandplätzen Tennis.

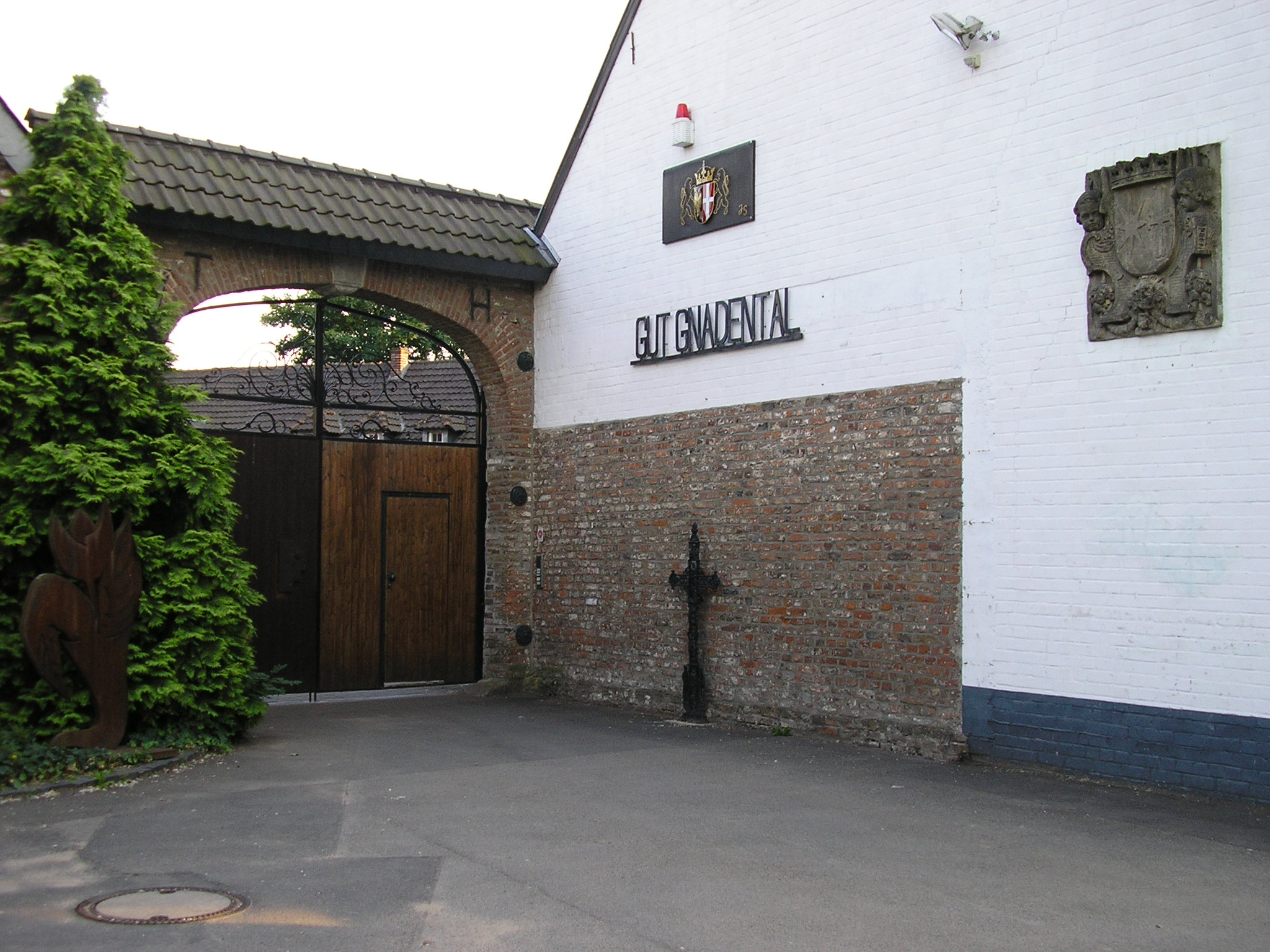
Gut Gnadental. Torhaus
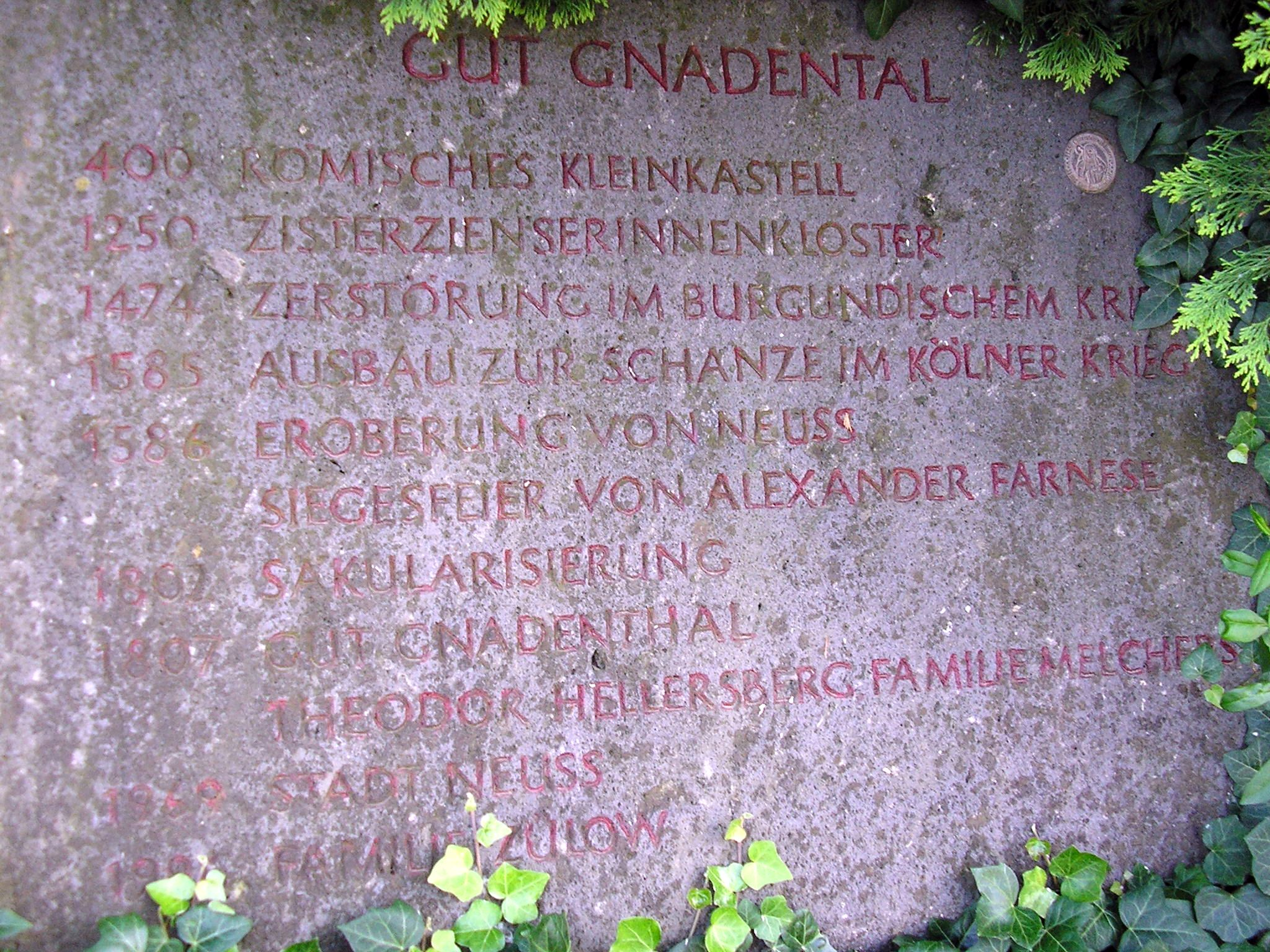
Gedenkstein Kloster Gnadental

## ÖPNV
Gnadental wird von sieben Buslinien an das Stadtbusnetz von Neuss angeschlossen, welche auf zwei Achsen vom Neusser Zentrum durch Gnadental führen. Dies ist zum einen die Kölner Straße, welche von den Buslinien in Richtung Grimlinghausen benutzt wird, und der Berghäuschensweg, auf welchem die Linien in Richtung Weckhoven und Erfttal fahren. Als Besonderheit verlässt die Linie 849 von Neuss kommend hinter der Haltestelle Humboldtstraße die Kölner Straße und quert Gnadental tangential, bevor sie an der Haltestelle Weißdornweg auf den Berghäuschensweg einbiegt.

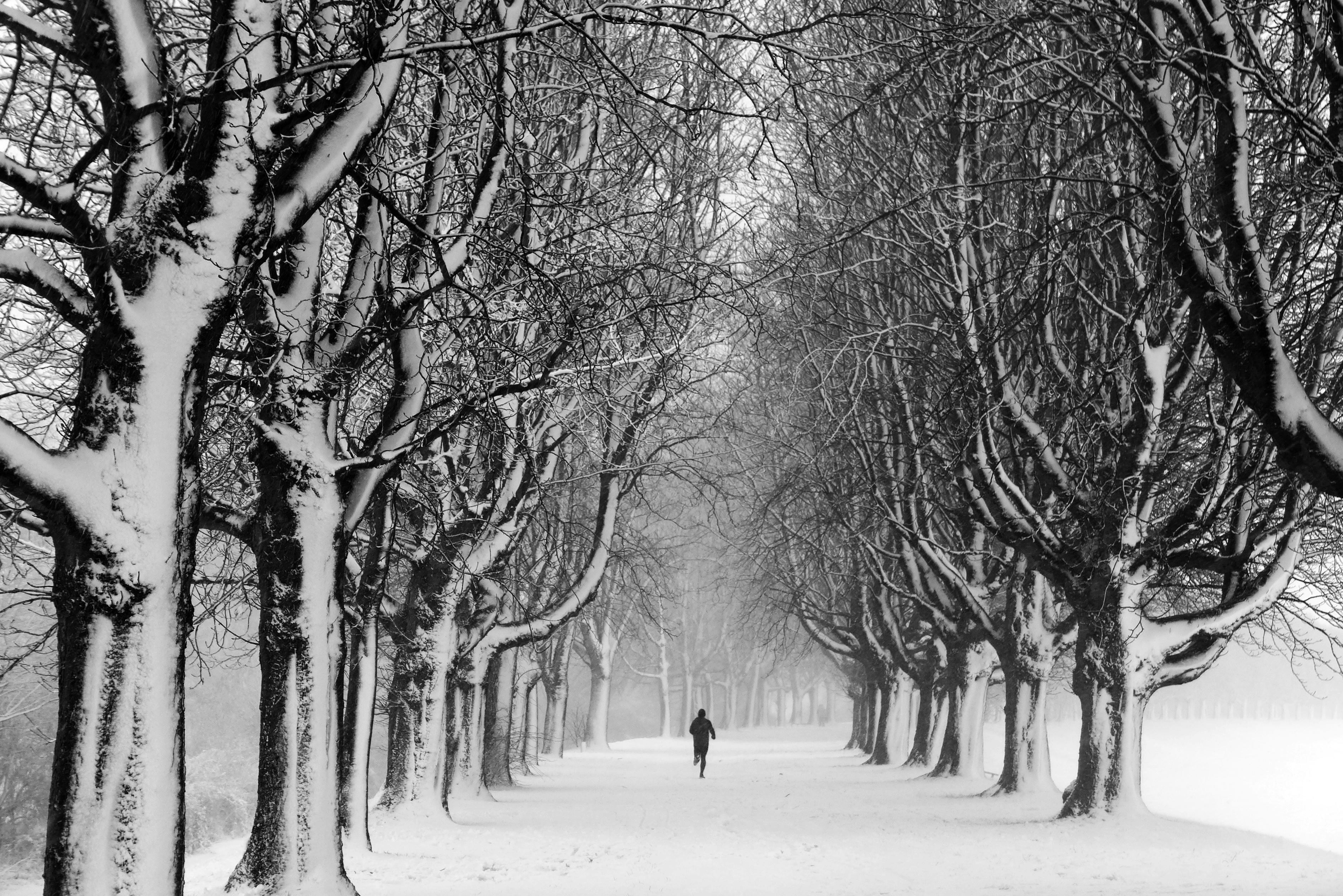
Rheinallee im Winter - Neuss Gnadental

### Über Kölner Straße
| Linie | Linienverlauf                                                                                   |
| ----- | ----------------------------------------------------------------------------------------------- |
| 849   | Lukaskrankenhaus – Stadionviertel – Neuss Hauptbahnhof – Stadthalle – Gnadental – Erfttal       |
| 851   | Kaarst – Neusserfurth – Neuss Hauptbahnhof – Stadthalle – Gnadental – Grimlinghausen – Üdesheim |
| 852   | Kaarst – Neusserfurth – Neuss Hauptbahnhof – Stadthalle – Gnadental – Grimlinghausen – Norf     |
| 875   | Landestheater – Gnadental – Grimlinghausen – Stüttgen – Stürzelberg – Zons – Dormagen Bf        |

### Über Berghäuschensweg
| Linie | Linienverlauf |
| ----- | --- |
| 841   | D-Heerdt, Handweiser – Neusser Furth – Neuss Hauptbahnhof – Stadthalle – Gnadental – Norf – Rosellen – Rosellerheide |
| 854   | Vogelsang – Weissenberg – Neuss Hauptbahnhof – Stadthalle – Gnadental – Selikum – Reuschenberg – Weckhoven           |
| 874   | Rheinparkcenter – Hafen – Stadthalle – Gnadental – Norf – Rosellen – Gohr – Broich – Vanikum                         |